# Лемур джудже на Крослей
Лемур джудже на Крослей още мъхнатоух лемур джудже (Cheirogaleus crossleyi) е вид бозайник от семейство Лемури джуджета (Cheirogaleidae).

## Разпространение и местообитание
Разпространен е в Мадагаскар.